# Gens Pompilia
La gens Pompilia fue una familia plebeya de Roma de antiquísimo origen sabino que está entre las cien gentes originales, según lo recuerda el historiador Tito Livio. durante la época de la República. El único miembro de la gens que logró prominencia en el Estado romano fue Sexto Pompilio, que fue tribuno de la plebe en el 420 a. C. Sin embargo, se encuentran ocasionalmente personas con este nombre en toda la historia de la República romana.

## Origen
El nomen Pompilio (Pompilius en latín) es un apellido patronímico basado en el praenomen sabino Pompo. Este nombre era el equivalente osco del praenomen latino Quintus, que significa "quinto" y que era el nombre que se ponía normalmente al quinto hijo de una misma familia. El equivalente latino de Pompilius fue Quintilius (Quintilio), y de hecho hubo una importante familia de este nombre en Roma. El padre de Numa Pompilio llevaba el praenomen Pompo, que a su vez indica el origen del nomen. Para los Pomponia, Numa también tuvo un hijo llamado Pompo, quien se convirtió en el antepasado de sus gens. Como Pomponio se deriva del mismo nombre usando otra formación típica latina, en realidad es una forma de Pompilio. Los dos nomina a veces se confunden uno con el otro, y también con Pompeyo.
El más famoso portador del nomen Pompilio fue Numa Pompilio, el segundo rey de Roma. Era un sabino que vivía en Cures a la muerte de Rómulo y, según la tradición fue elegido para sucederle por su sabiduría. Esta tradición también puede haber sido influenciada por la composición inicial del pueblo romano, que según la leyenda constaba de latinos y sabinos. El rey sabino Tito Tacio había sido previamente asociado con Rómulo en el trono de Roma, aunque murió algunos años antes que Rómulo.
Los "Pompilios" de la República eran plebeyos y se decían descender de Numa Pompilio, aunque su reivindicación no ha sobrevivido. Sin embargo, otras cinco gentes hicieron valer esa descendencia: gens Emilia, gens Pomponia, gens Calpurnia y gens Pinaria afirmaban ser descendientes de hijos de Numa, mientras que para la gens Marcia la tradición la hacía descender de su hija.

## Miembros importantes de lagens
- Pompo Pompilio, padre de Numa Pompilio.
- Numa Pompilio, segundo rey de Roma.
- Mamerco, tradicionalmente, hijo de Numa y antepasado de la gens Emilia.
- Pompo, en la tradición tardía, hijo de Numa y antepasado de la gens Pomponia.
- Calpo, en la tradición tardía, hijo de Numa y antepasado de la gens Calpurnia.
- Pino, en la tradición tardía, hijo de Numa y antepasado de la gens Pinaria.
- Pompilia, hija de Numa Pompilio y esposa de Numa Marcio, además de madre de Anco Marcio, cuarto rey de Roma.
- Sexto Pompilio, tribuno de la plebe en el 420 a. C.[8]
- Pompilio, équite mencionado por Cicerón como amigo de Catilina.[9]
- Marco Pompilio Andrónico, sirio de nacimiento, que enseñaba retórica en Roma a principios del siglo I a. C.[10]